# Chingy
Howard Bailey, Jr. (* 9. března 1980, St. Louis, Missouri) spíše známý jako Chingy je americký rapper a zakladatel labelu Slot-A-Lot Records, nejvíce známý pro své debutové album Jackpot.

## Hudební kariéra
Texty psal již od svých devíti let, rapovat začal v deseti pod přezdívkou H. Thugzy a později H Thugs. O třináct let později získal smlouvu u labelu rappera Ludacrise Disturbing Tha Peace, kde v roce 2003 vydal svůj velmi úspěšný debut Jackpot. Album debutovalo na druhé pozici v žebříčku Billboard 200 a stalo se 2x platinovým. Komerční úspěch zaznamenalo i ve Velké Británii a v Kanadě. Album obsahuje velmi úspěšné singly "Right Thurr", "Holidae In" (ft. Ludacris a Snoop Dogg) a "One Call Away" (ft. J-Weav).
Po vydání alba se mezi ním a labelem DTP rozpoutal obchodní spor, který vedl k odchodu Chingyho z DTP a k založení jeho vlastního labelu Slot-A-Lot Records v roce 2004, kdy záštitu nalezl u Capitol Records. Ke konci roku 2004 vydal album Powerballin' , které debutovalo na desáté pozici žebříčku Billboard 200 a stalo se platinovým. Jediným úspěšnějším singlem z alba byla píseň "Balla Baby".
O dva roky později vydal své další album Hoodstar (2006). Album debutovalo na osmé pozici v Billboard 200 a stalo se zlatým. Hoodstar obsahuje velmi úspěšný singl "Pullin' Me Back" (ft. Tyrese). Po vydání byl nespokojen s propagací od Capitolu a tak z labelu odešel a vrátil se k DTP. Tam získal smlouvu na jedno album pod záštitou Def Jamu.
Roku 2007 vydal své čtvrté album nazvané Hate It or Love It, které debutovalo na 84. pozici v Billboard 200 a propadlo v prodeji. Album postrádalo i úspěšný singl. Neúspěch ukončil jeho novou spolupráci s labely DTP / Def Jam.
V roce 2010 vydal nezávislé album "Success & Failure".

## Diskografie

### Studiová alba
| Rok  | Album                                                                                | Nejvyšší umístění v hitparádě | Nejvyšší umístění v hitparádě | Nejvyšší umístění v hitparádě | Nejvyšší umístění v hitparádě | Ocenění                                  |
| Rok  | Album                                                                                | US 200                        | US Hip-Hop                    | US Rap                        | UK                            | Ocenění                                  |
| ---- | ------------------------------------------------------------------------------------ | ----------------------------- | ----------------------------- | ----------------------------- | ----------------------------- | ---------------------------------------- |
| 2003 | Jackpot - Vydáno: 15. července 2003 - Vydavatel: DTP, Capitol                        | 2                             | 2                             | —                             | 73                            | US: 2x platinové CAN: zlaté UK: stříbrné |
| 2004 | Powerballin' - Vydáno: 16. listopadu 2004 - Vydavatel: Slot-A-Lot, Capitol           | 10                            | 5                             | —                             | 124                           | US: platinové                            |
| 2006 | Hoodstar - Vydáno: 19. září 2006 - Vydavatel: Slot-A-Lot, Capitol                    | 8                             | 3                             | 1                             | 151                           | US: zlaté                                |
| 2007 | Hate It or Love It - Vydáno: 18. prosince 2007 - Vydavatel: Slot-A-Lot, DTP, Def Jam | 84                            | 17                            | 7                             | -                             | US: /                                    |

### Nezávislá alba
- 2010 – Success & Failure

### EP
- 2005 – Pick 3

### Úspěšné singly
- 2003 – "Right Thurr"
- 2003 – "Holidae In" (ft. Ludacris a Snoop Dogg)
- 2004 – "One Call Away" (ft. J-Weav)
- 2004 – "Balla Baby"
- 2006 – "Pullin' Me Back" (ft. Tyrese)